# Distretto di Terwa
Il distretto di Terwa è un distretto dell'Afghanistan appartenente alla provincia della Paktika.